# Camila Giorgi
Camila Giorgi (Macerata, 30. prosinca 1991.) umirovljena je talijanska tenisačica. Najveći uspjesi u dosadašnjoj karijeri su četvrtfinale Wimbledona 2018., i 4. kolo US Opena 2013. Taj joj je rezultat donio plasman među 100 najboljih tenisačica svijeta, i najbolji plasman na 26. mjestu.

## Vanjske poveznice
- Službena stranica (tal.)
- Profil na stranici WTA Toura (engl.)

### Ostali projekti
|  | Zajednički poslužitelj ima još gradiva o temi Camila Giorgi |